# Raz Meirman
Raz Meirman (n. 15 de agosto de 1977 en Israel) es el conductor de HaMerotz LaMillion, la versión israelí del programa The Amazing Race, un reality show estadounidense que salió al aire por primera vez en el 2001 por la CBS.
Su primer trabajo fue como modelo, y fue presentado en concursos de todo el mundo. Participó en Rokdim Im Kokhavim, la versión israelí de la franquicia Bailando con las estrellas, donde fue eliminado antes del final de temporada.